# バーミンガム・クラシック
バーミンガム・クラシック（Birmingham Classic）は毎年6月下旬にイングランドのバーミンガムで開催されるWTAツアーのテニストーナメントである。

## 大会名の変遷

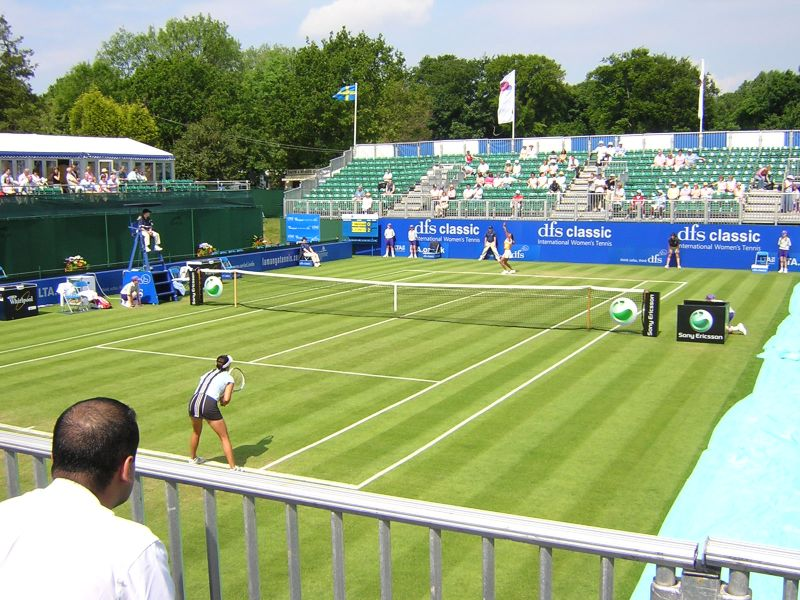
2005年DFSクラシック

- エジバストン・カップ（Edgbaston Cup）: 1982年–1986年
- ダウ・ケミカル・クラシック（Dow Chemical Classic）: 1987年
- ダウ・クラシック（Dow Classic）: 1988年–1992年
- DFSクラシック（DFS Classic）: 1993年–2008年
- エイゴン・クラシック（AEGON Classic）: 2009年–2017年
- ネイチャー・バレー・クラシック（Nature Valley Classic）: 2018年–

## 大会歴代優勝者

### シングルス
| 年   | 優勝者                                 | 準優勝者                               | 決勝結果                               |                                        |
| ---- | -------------------------------------- | -------------------------------------- | -------------------------------------- | -------------------------------------- |
| 2024 | Yulia Putintseva                       | Ajla Tomljanović                       | 6–1, 7–6(10–8)                         |                                        |
| 2023 | Jeļena Ostapenko                       | Barbora Krejčíková                     | 7–6(10–8), 6–4                         |                                        |
| 2022 | Beatriz Haddad Maia                    | 張帥                                   | 5–4, ret.                              |                                        |
| 2021 | Ons Jabeur                             | Daria Kasatkina                        | 7–5, 6–4                               |                                        |
| 2020 | Cancelled due to the COVID-19 pandemic | Cancelled due to the COVID-19 pandemic | Cancelled due to the COVID-19 pandemic | Cancelled due to the COVID-19 pandemic |
| 2019 | アシュリー・バーティ                   | ユリア・ゲルゲス                       | 6–3, 7–5                               |                                        |
| 2018 | ペトラ・クビトバ                       | マグダレナ・リバリコバ                 | 4–6, 6–1, 6–2                          |                                        |
| 2017 | ペトラ・クビトバ                       | アシュリー・バーティ                   | 4–6, 6–3, 6–2                          |                                        |
| 2016 | マディソン・キーズ                     | バルボラ・ストリコバ                   | 6–3, 6–4                               |                                        |
| 2015 | アンゲリク・ケルバー                   | カロリナ・プリスコバ                   | 6–7(7–5), 6–3, 7–6(7–4)                |                                        |
| 2014 | アナ・イバノビッチ                     | バルボラ・ザフラボバ・ストリコバ       | 6–3, 6–2                               |                                        |
| 2013 | ダニエラ・ハンチュコバ                 | ドナ・ベキッチ                         | 7–6(7–5), 6–4                          |                                        |
| 2012 | メラニー・ウダン                       | エレナ・ヤンコビッチ                   | 6–4, 6–2                               |                                        |
| 2011 | ザビーネ・リシキ                       | ダニエラ・ハンチュコバ                 | 6–3, 6–2                               |                                        |
| 2010 | 李娜                                   | マリア・シャラポワ                     | 7–5, 6–1                               |                                        |
| 2009 | マグダレナ・リバリコバ                 | 李娜                                   | 6–0, 7–6(7–2)                          |                                        |
| 2008 | カテリナ・ボンダレンコ                 | ヤニナ・ウィックマイヤー               | 7–6(9–7), 3–6, 7–6(7–4)                |                                        |
| 2007 | エレナ・ヤンコビッチ                   | マリア・シャラポワ                     | 4–6, 6–3, 7–5                          |                                        |
| 2006 | ベラ・ズボナレワ                       | ジェイミー・ジャクソン                 | 7–6(14–12), 7–6(7–5)                   |                                        |
| 2005 | マリア・シャラポワ                     | エレナ・ヤンコビッチ                   | 6–2, 4–6, 6–1                          |                                        |
| 2004 | マリア・シャラポワ                     | タチアナ・ゴロビン                     | 4–6, 6–2, 6–1                          |                                        |
| 2003 | マグダレナ・マレーバ                   | 浅越しのぶ                             | 6–1, 6–4                               |                                        |
| 2002 | エレナ・ドキッチ                       | アナスタシア・ミスキナ                 | 6–2, 6–3                               |                                        |
| 2001 | ナタリー・トージア                     | ミリアム・オレマンス                   | 6–3, 7–5                               |                                        |
| 2000 | リサ・レイモンド                       | タマリネ・タナスガーン                 | 6–2, 6–7(7–9), 6–4                     |                                        |
| 1999 | ジュリー・アラール＝デキュジス         | ナタリー・トージア                     | 6–2, 3–6, 6–4                          |                                        |
| 1998 | 雨のため準決勝以降中止                 | 雨のため準決勝以降中止                 | 雨のため準決勝以降中止                 |                                        |
| 1997 | ナタリー・トージア                     | ヤユク・バスキ                         | 2–6, 6–2, 6–2                          |                                        |
| 1996 | メレディス・マグラス                   | ナタリー・トージア                     | 2–6, 6–4, 6–4                          |                                        |
| 1995 | ジーナ・ガリソン＝ジャクソン           | ロリ・マクニール                       | 6–3, 6–3                               |                                        |
| 1994 | ロリ・マクニール                       | ジーナ・ガリソン＝ジャクソン           | 6–2, 6–2                               |                                        |
| 1993 | ロリ・マクニール                       | ジーナ・ガリソン＝ジャクソン           | 6–4, 2–6, 6–3                          |                                        |
| 1992 | ブレンダ・シュルツ                     | ジェニー・バーン                       | 6–2, 6–2                               |                                        |
| 1991 | マルチナ・ナブラチロワ                 | ナターシャ・ズベレワ                   | 6–4, 7–6(8–6)                          |                                        |
| 1990 | ジーナ・ガリソン                       | ヘレナ・スコバ                         | 6–4, 6–1                               |                                        |
| 1989 | マルチナ・ナブラチロワ                 | ジーナ・ガリソン                       | 7–6, 6–3                               |                                        |
| 1988 | クラウディア・コーデ＝キルシュ         | パム・シュライバー                     | 6–2, 6–1                               |                                        |
| 1987 | パム・シュライバー                     | ラリサ・サブチェンコ                   | 4–6, 6–2, 6–2                          |                                        |
| 1986 | パム・シュライバー                     | マニュエラ・マレーバ                   | 6–2, 7–6                               |                                        |
| 1985 | パム・シュライバー                     | ベッツィ・ナゲルセン                   | 6–1, 6–0                               |                                        |
| 1984 | パム・シュライバー                     | アン・ホワイト                         | 7–6, 6–3                               |                                        |
| 1983 | ビリー・ジーン・キング                 | アリシア・モールトン                   | 6–0, 7–5                               |                                        |
| 1982 | ビリー・ジーン・キング                 | ロザリン・フェアバンク                 | 6–2, 6–1                               |                                        |

### ダブルス
| 年   | 優勝者                                              | 準優勝者                                            | 決勝結果              |
| ---- | --------------------------------------------------- | --------------------------------------------------- | --------------------- |
| 2019 | 謝淑薇 バルボラ・ストリコバ                         | アンナ＝レナ・グローネフェルト デミ・シュールス     | 6–4, 6–7(4), [10–8]   |
| 2018 | ティメア・バボシュ クリスティナ・ムラデノビッチ     | エリーズ・メルテンス デミ・シュールス               | 4–6, 6–3, [10–8]      |
| 2017 | アシュリー・バーティ ケーシー・デラクア             | 詹皓晴 張帥                                         | 6-1, 2–6, [10–8]      |
| 2016 | カロリナ・プリスコバ バルボラ・ストリコバ           | バニア・キング アーラ・クドリャフツェワ             | 6–3, 7–6(1)           |
| 2015 | ガルビネ・ムグルサ カルラ・スアレス・ナバロ         | アンドレア・フラバーチコバ ルーシー・ハラデツカ     | 6–4, 6–4              |
| 2014 | ラケル・コップス＝ジョーンズ アビゲイル・スピアーズ | アシュリー・バーティ ケーシー・デラクア             | 7–6(1), 6–1           |
| 2013 | アシュリー・バーティ ケーシー・デラクア             | カーラ・ブラック マリーナ・エラコビッチ             | 7-5, 6-4              |
| 2012 | ティメア・バボシュ 謝淑薇                           | リーゼル・フーバー リサ・レイモンド                 | 7–5, 6–7(2–7), [10–8] |
| 2011 | オリガ・ゴボツォワ アーラ・クドゥリャフツェワ       | サラ・エラニ ロベルタ・ビンチ                       | 1–6, 6–1, [10–5]      |
| 2010 | カーラ・ブラック リサ・レイモンド                   | リーゼル・フーバー ベサニー・マテック＝サンズ       | 6–3, 3–2, 途中棄権    |
| 2009 | カーラ・ブラック リーゼル・フーバー                 | ラケル・コップス＝ジョーンズ アビゲイル・スピアーズ | 6–1, 6–4              |
| 2008 | カーラ・ブラック リーゼル・フーバー                 | セベリーヌ・ブレモン ビルヒニア・ルアノ・パスクアル | 6–2, 6–1              |
| 2007 | 詹詠然 荘佳容                                       | 孫甜甜 メイレン・ツー                               | 7–6(7–3), 6–3         |
| 2006 | エレナ・ヤンコビッチ 李娜                           | ジル・クレイバス リーゼル・フーバー                 | 6–2, 6–4              |
| 2005 | ダニエラ・ハンチュコバ 杉山愛                       | エレニ・ダニリドゥ ジェニファー・ラッセル           | 6–2, 6–3              |
| 2004 | マリア・キリレンコ マリア・シャラポワ               | リサ・マクシア ミラグロス・セケラ                   | 6–2, 6–1              |
| 2003 | エルス・カレンズ メイレン・ツー                     | アリシア・モリク マルチナ・ナブラチロワ             | 7–5, 6–4              |
| 2002 | 浅越しのぶ エルス・カレンズ                         | キンバリー・ポー＝メッセーリ ナタリー・トージア     | 6–4, 6–3              |
| 2001 | カーラ・ブラック エレーナ・リホフツェワ             | キンバリー・ポー＝メッセーリ ナタリー・トージア     | 6–1, 6–2              |
| 2000 | レイチェル・マッキラン リサ・マクシア               | カーラ・ブラック イリーナ・セリュティナ             | 6–3, 7–6(7–3)         |
| 1999 | コリーナ・モラリュー ラリサ・ネーランド             | アレクサンドラ・フセ イネス・ゴロチャテギ           | 6–4, 6–4              |
| 1998 | エルス・カレンズ ジュリー・アラール＝デキュジス     | リサ・レイモンド レネ・スタブス                     | 2–6, 6–4, 6–4         |
| 1997 | カトリナ・アダムズ ラリサ・ネーランド               | ナタリー・トージア リンダ・ワイルド                 | 6–2, 6–3              |
| 1996 | エリザベス・スマイリー リンダ・ワイルド             | ロリ・マクニール ナタリー・トージア                 | 6–3, 3–6, 6–1         |
| 1995 | マノン・ボーラグラフ レネ・スタブス                 | ニコル・ブラドケ クリスティン・ラドフォード         | 3–6, 6–4, 6–4         |
| 1994 | ジーナ・ガリソン＝ジャクソン ラリサ・ネーランド     | キャサリン・バークレー ケリー＝アン・グース         | 6–4, 6–4              |
| 1993 | ロリ・マクニール マルチナ・ナブラチロワ             | パム・シュライバー エリザベス・スマイリー           | 6–3, 6–4              |
| 1992 | ロリ・マクニール レネ・スタブス                     | サンディ・コリンズ エルナ・ライナッハ               | 5–7, 6–3, 8–6         |
| 1991 | ニコル・プロビス エリザベス・スマイリー             | サンディ・コリンズ エルナ・ライナッハ               | 6–3, 6–4              |
| 1990 | ラリサ・サブチェンコ ナターシャ・ズベレワ           | グレッチェン・メジャーズ リセ・グレゴリー           | 3–6, 6–3, 6–3         |
| 1989 | ラリサ・サブチェンコ ナターシャ・ズベレワ           | メレディス・マグラス パム・シュライバー             | 7–5, 5–7, 6–0         |
| 1988 | ラリサ・ネーランド ナターシャ・ズベレワ             | レイラ・メスヒ Svetlana Parkhomenko                 | 6–4, 6–1              |
| 1987 | 雨のため中止                                        | 雨のため中止                                        | 雨のため中止          |
| 1986 | エリス・バージン ロザリン・フェアバンク             | エリザベス・スマイリー ウェンディ・ターンブル       | 6–2, 6–4              |
| 1985 | テリー・ホラデイ シャロン・ウォルシュ＝ピート       | エリス・バージン アリシア・モールトン               | 6–4, 5–7, 6–3         |
| 1984 | レスリー・アレン アン・ホワイト                     | バーバラ・ジョーダン エリザベス・スマイリー         | 7–6, 6–3              |
| 1983 | ビリー・ジーン・キング シャロン・ウォルシュ         | ビバリー・モールド エリザベス・スマイリー           | 6–2, 6–4              |
| 1982 | ジョー・デュリー アン・ホッブズ                     | ロージー・カザルス ウェンディ・ターンブル           | 6–3, 6–2              |